# Helvetica Chimica Acta
Helvetica Chimica Acta, abreviada como Helv. Chim. Acta, es una revista de química suiza fundada en 1917 y publicada mensualmente. La revista cubre todas las áreas de la química. 
De acuerdo con el Journal Citation Reports, esta publicación tiene un factor de impacto de 2,164 en 2020.